# مانويل مارتن
مانويل مارتن (بالإنجليزية: Manuel Martin)‏ (29 ديسمبر 1917 بريستول الولايات المتحدة - 5 سبتمبر 1997 فول ريفر الولايات المتحدة) هو لاعب كرة قدم أمريكي سابق كان يلعب كمدافع، شارك في الألعاب الأولمبية الصيفية 1948.

## وصلات خارجية
- مانويل مارتن على موقع قاعدة بيانات كرة القدم.إي يو (الإنجليزية)
- مانويل مارتن على موقع ناشيونال فوتبول تيمز (الإنجليزية)
- مانويل مارتن على موقع أوليمبيديا (الإنجليزية)